# 933 Susi
933 Susi
933 Susi là một tiểu hành tinh bay quanh Mặt Trời.